# جامعة محمد السادس متعددة التخصصات التقنية
جامعة محمد السادس متعددة التخصصات التقنية (UM6P) مؤسسة دولية للتعليم العالي متخصصة في العلوم، والتكنولوجيا، والعلوم الاجتماعية، والأعمال. يقع حرمها الرئيس في مدينة بن جرير المجاورة مباشرة لمدينة مراكش بالمغرب، ولها فروع في الرباط والعيون. أنشأتها مؤسسة المكتب الشريف للفوسفاط (جزء من مجموعة المكتب الشريف للفوسفاط OCP)، وافتتحها الملك محمد السادس في 12 يناير 2017. وتمثل هذه الجامعة امتدادًا للقيم الأساسية للمجموعة، والتي تعمل على تعزيز تنمية المعرفة في مجالات مختلفة من خلال البحث والابتكار والتنمية المستدامة والتعليم العالي.
تطمح جامعة محمد السادس متعددة التخصصات التقنية (UM6P) إلى مواجهة تحديات البحث والابتكار والتدريب بالمغرب وإفريقيا بشكل عام، من خلال التركيز على مواضيع مختلفة مثل التصنيع، والأمن الغذائي، والتنمية المستدامة، والرقمنة، والعلوم الاجتماعية.
والعدد الإجمالي لطلاب جامعة محمد السادس متعددة التخصصات التقنية (UM6P) للعام الدراسي 2022-2023 هو 4562 طالب وطالبة.
أصدرت اللجنة الوطنية لتنسيق التعليم العالي (CNCES) حكمًا إيجابيًا بشأن اعتراف الدولة بالجامعة ، وذلك في جلستها المنعقدة في 25 يوليو 2017. ويشهد هذا الاعتراف على أن الجامعة تلبي معايير الجودة المطلوبة، من حيث البنية التحتية والتجهيزات، وكذلك على مستوى البرامج الأكاديمية والبحثية.
انضمت الجامعة إلى الشركاء الرئيسيين في مشروع Climate Impulse الذي من المقرر أن يتوج بجولة حول العالم بدون توقف وبدون انبعاثات سنة 2028 على متن طائرة تعمل بالهيدروجين الأخضر. شهد حفل توقيع اتفاقية الشراكة اليوم، بجامعة محمد السادس متعددة التخصصات التقنية، حضور المستكشف الأسطوري الدكتور بيرتران بيكارد رئيس المشروع، والدكتورة إلهام قدري، الرئيسة التنفيذية لشركة Syensqo الشريك الرئيسي الأول للمشروع.

## الإنجازات التاريخية
تلتزم الجامعة بدورها في تدريب القيادة المستقبلية للقارة الإفريقية، حيث تكون جامعة محمد السادس متعددة التخصصات التقنية الباحثين في مختلف المجالات المتعلقة بالتعدين، والعلوم الزراعية، والتخطيط الحضري، والحكامة وغيرها. وتنشر أكثر من 270 برنامجا بحثيا مع الجامعات المغربية والشركاء في جميع أنحاء العالم. وتقوم جامعة محمد السادس بتطوير منهج يعزز التجارب التطبيقية والتخصصات المتعددة وريادة الأعمال.
- 2009: قام الملك محمد السادس بإطلاق مشروع مدينة ابن جرير الخضراء كجزء من مشاريع التنمية الحضرية الكبرى لمجموعة المكتب الشريف للفوسفاط OCP [2]
- 2012: قام الملك محمد السادس بزيارة لإطلاق مشروع إنشاء جامعة محمد السادس متعددة التخصصات التقنية.[3]
- 2013: الترخيص لأول مدرسة للهندسة في الجامعة وهي مدرسة الإدارة الصناعية (EMINES)[4]
- 2014: الترخيص لكلية الحكامة والعلوم الاقتصادية والاجتماعية (FGSES)، وهي مدرسة الحكامة والاقتصاد السابقة بالرباط التي تم تمريرها تحت رعاية جامعة محمد السادس متعددة التخصصات التقنية (UM6P)
- 2015: الترخيص لمدرسة الزراعة والأسمدة وعلوم البيئة (ESAFE)
- 2016: الترخيص لمدرسة إفريقيا للأعمال (ABS)
- 2017: الافتتاح الرسمي لجامعة محمد السادس متعددة التخصصات التقنية من قبل جلالة الملك محمد السادس[5]
- 2018: الترخيص لمعهد العلوم والتكنولوجيا والابتكار (IST&I)
- 2019: الترخيص لمدرسة الهندسة المعمارية والتخطيط والتصميم (SAP+D)، وإطلاق مدرسة الذكاء الجماعي (SCI)[6]
- 2020: الترخيص بإنشاء مدرسة الدكتوراه في جامعة محمد السادس متعددة التخصصات التقنية، وإطلاق معهد التكنولوجيا الخضراء (GTI)، وإطلاق مدرسة علوم الحاسوب (UM6P-CS)، و«مدرسة الضيافة وإدارة الأعمال «- (SHBM)
- 2024: افتتحت جامعة محمد السادس متعددة التخصصات التقنية أول فرع دولي لها بباريس، تحت اسم “جامعة محمد السادس متعددة التخصصات التقنية- فرنسا” (UM6P France)، وذلك بمناسبة اليوم الدولي للتعليم الذي يتزامن مع الـ24 من يناير كل سنة.[7][8][9][10][11]

- 2024: جائزة القمة العالمية .. تتويج جامعة محمد السادس متعددة التخصصات التقنية بجائزة دولية عن تقنيتها المبتكرة T3 (Trust, Track and Trace) في فئة “الحكومة وإشراك المواطنين”، ضمن جوائز القمة العالمية (WSA).[12][13][14]

الشخصيات التي قامت بزيارة الجامعة:
- مادلين أولبرايت [15]
- بينيتا ديوب [16]
- مختار ديوب [17]
- رايلا أودينجا [18]
- إدغار مورين [19]

## مكونات مدارس وكليات الجامعة
- مدرسة الإدارة الصناعية (EMINES)[20]
- مدرسة الهندسة المعمارية والتخطيط والتصميم (SAP+D)[21]
- مدرسة الزراعة والأسمدة وعلوم البيئة (ESAFE)[22]
- معهد العلوم والتكنولوجيا والابتكار (IST&I)
- معهد التكنولوجيا الخضراء (GTI)
- كلية الحكامة والعلوم الاقتصادية والاجتماعية (FGSES)[23]
- مدرسة أفريقيا للأعمال (ABS)[24]
- كلية الضيافة وإدارة الأعمال (SHBM)[25]
- مدرسة الذكاء الجماعي (SCI)[26]

- مدرسة علوم الحاسوب (UM6P-CS)[26]
- المعهد العالي للعلوم البيولوجية والطبية  (ISSB-P)
- مدرسة 1337[27]
- مركز ماهر[28]
- كلية العلوم الطبية(FMS)

## الشراكات الدولية
لقد قامت جامعة محمد السادس متعددة التخصصات التقنية (UM6P) بإقامة وتطوير شبكة متنوعة من الشراكات والروابط في المغرب وحول العالم مع مؤسسات التعليم العالي ومراكز البحوث والمنظمات والشركات. ويستند هذا التعاون إلى مبادئ تبادل أفضل الممارسات والتميز والمنافع المتبادلة، والتعاون المستهدف في البحث والتعليم والابتكار وريادة الأعمال في جميع مجالات المشتركة.
باعتبارها جامعة شابة وناشئة وسريعة النمو وديناميكية في التعليم العالي والبحث، ترى الجامعة أن هذه الشراكات فرصة هائلة لتلبية احتياجات نظامها البيئي، لتسريع مساهمتها في خطط التنمية الوطنية.
وتواصل جامعة UM6P إنشاء روابط ذات مغزى تتماشى مع أهدافها وتطلعاتها التنموية على المستويات المحلية والإقليمية والدولية.
شركاء جامعة محمد السادس متعددة التخصصات التقنية في بلدان متعددة منها: المغرب والولايات المتحدة والنمسا وفرنسا وسويسرا وكندا والصين والبرازيل وماليزيا وألمانيا وإسبانيا وأستراليا وفنلندا والمملكة المتحدة وهولندا وساحل العاج ...

## القرن الإفريقي
تتعاون الجامعة مع العديد من المؤسسات في البلدان الأفريقية وتقوم بإنشاء منصات بحث تجريبية ومختبرات بحثية تطبيقية مع جامعات شريكة. يهدف هذا المشروع، الذي سيتم تنفيذه بتوظيف آلاف الطلاب والباحثين ليصل 6000 طالب وطالبة بحلول عام 2025، والذي يهدف إلى المساهمة في مواجهة تحديات البحث لأفريقيا من حيث التصنيع والأمن الغذائي والصحة.

## الحرم الجامعي ومباني الجامعة
تم تصميم حرم الجامعة لتحقيق الخطة الرئيسية، لتحويل مدينة بن جرير إلى مدينة خضراء جديدة كما أوصي الملك محمد السادس بذلك. وأنجز هذا التصميم من قبل المهندسين المعماريين ريكاردو بوفيل وإيلي مويال، وهما مصمما برجي الدار البيضاء. يجمع الحرم الجامعي بين الحداثة والتقاليد، ويوفر بنى تحتية جديدة ومجهزة ومتكيفة بالكامل مع احتياجات التدريس والبحث. 
وجاء تصميم الحرم الجامعي لتحويل مدينة بن جرير بالكامل إلى مدينة خضراء وديناميكية من شأنها تشجيع التنمية المستدامة، وقد تم تصميمه لخلق انسجام بين السكان والطلاب والباحثين داخل البنية التحتية.  وحصل الحرم الجامعي على اعتماد من نظام تتبع الاستدامة والتقييم (بالإنجليزية: STARS)‏، والحصول على المستوى الفضي بدرجة 49.48 نقطة.
يجمع التصميم المعماري للحرم الجامعي بين التقاليد المغربية والتصميم المعاصر من خلال تقديم مبانيها البسيطة بألوان دافئة، وتحيط بها مساحات معشبة مخصصة للتنمية الاجتماعية والفكرية.
تم تجهيز الحرم الجامعي بكل ما يحتاجه المجتمع لزيادة تطوره الشخصي والاستمتاع بحياة جامعية لا تُنسى.
أمثلة على المعدات الموجودة:
المعدات
- 4 مطاعم تقدم وجبات يومية
- المركز الصحي

- قاعة تتسع لـ 1000 مقعد

- أربع غرف لجان فرعية
- حمام سباحة شبه أولمبي 25 م
- 5000 متر مربع من الملاعب الرياضية الخارجية وتشمل:

- ملعبين لكرة قدم؛
- ثلاثة ملاعب رياضية متعددة: (التنس، وكرة اليد وكرة الطائرة)
- ملعب كرة السلة معتمد من NBA
- غرفة اللياقة البدنية، غرفة الرقص
- غرفة جيم وصالة الألعاب الرياضية القتالية

- راديو الحرم الجامعي
- قصر المؤتمرات بسعة 2000 مقعد
- مدينة صحية ذكية(قيد الانشاء)
- مركز الطلاب

السكن الجامعي
يوفر الحرم الجامعي أماكن إقامة مختلفة من غرف فردية أو مزدوجة أو رباعية، وهي تلبي أعلى معايير السلامة والراحة. وتوفر الاتصالات، والمناطق المشتركة للاسترخاء والاستجمام، وخدمة مجالسة الأطفال. ويتم توفير جميع وسائل الراحة للطلاب للحصول على تجربة معيشية مثالية في الحرم الجامعي. إضافة إلى غرف استقبال وإقامة للأفراد ذوي الاحتياجات الخاصة.

### التوسع المستقبلي
يوجد ملحق قيد الإنشاء في الجامعة ويشمل مبنى إداري، ومنطقة إقامة، ومختبرات بحثية، ومناطق مشتركة.

## معرض الصور

المدخل الرئيسي
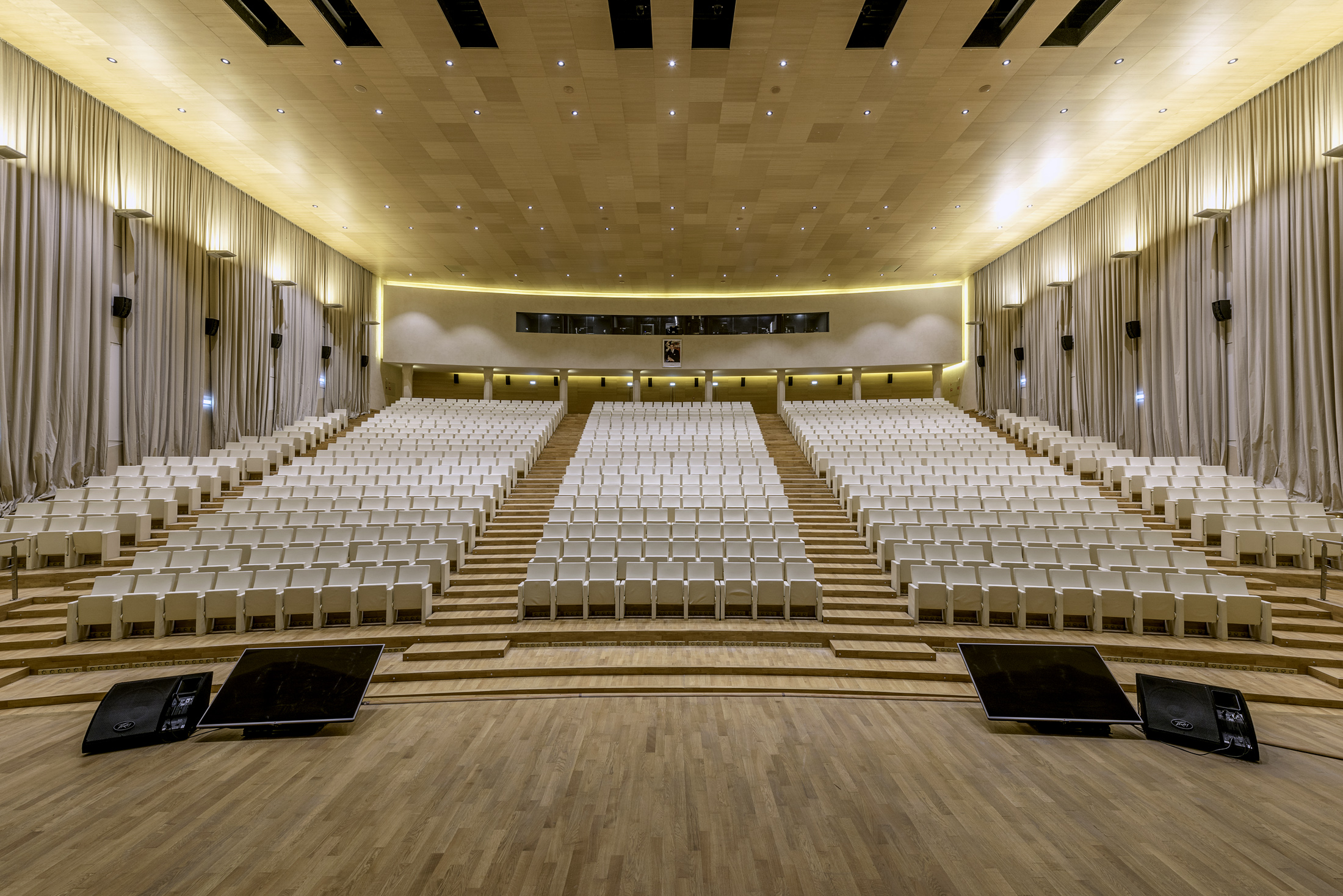
مدرج المؤتمرات
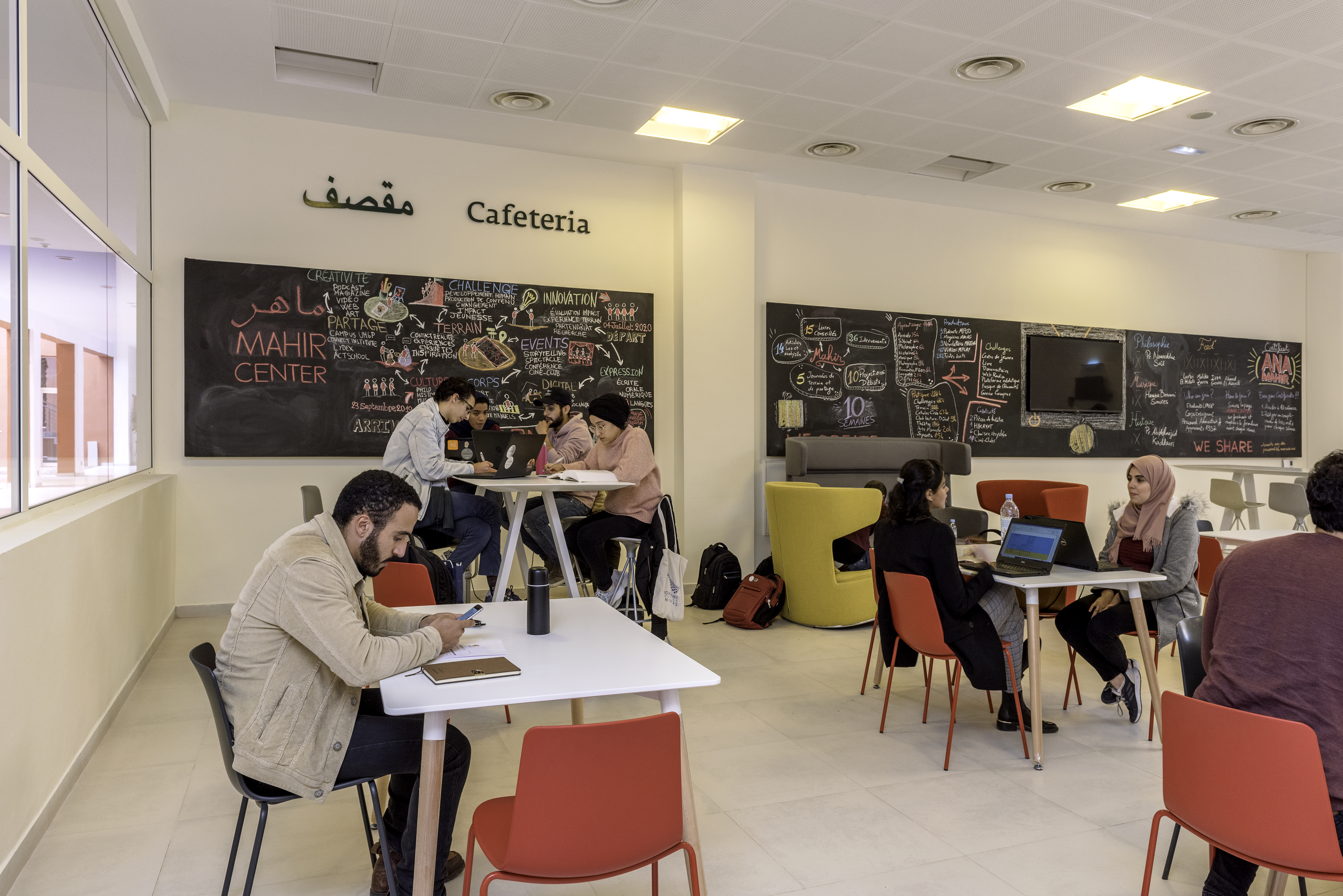
كافتيريا الجامعة
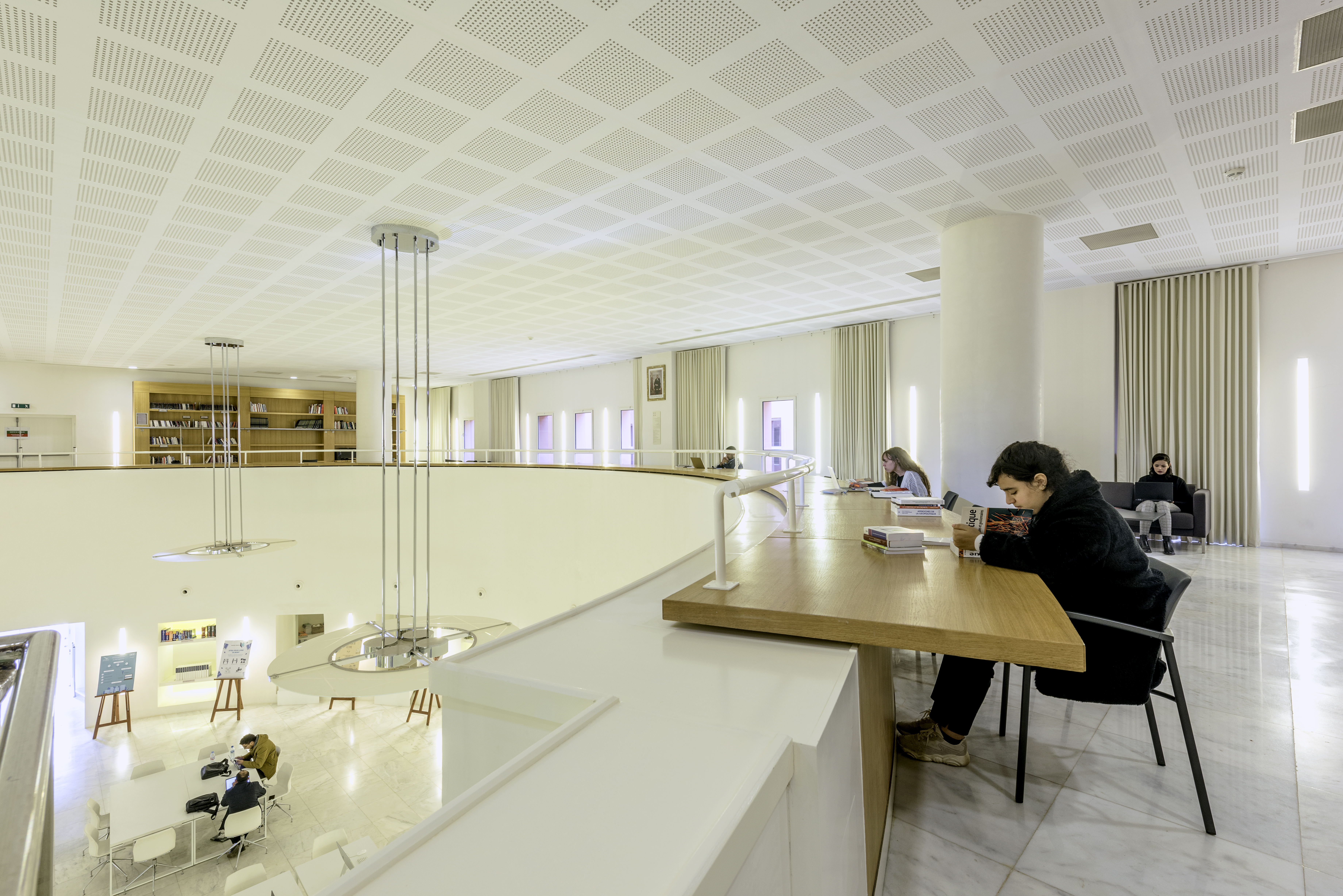
مكتبة الجامعة
المبنى الرياضي
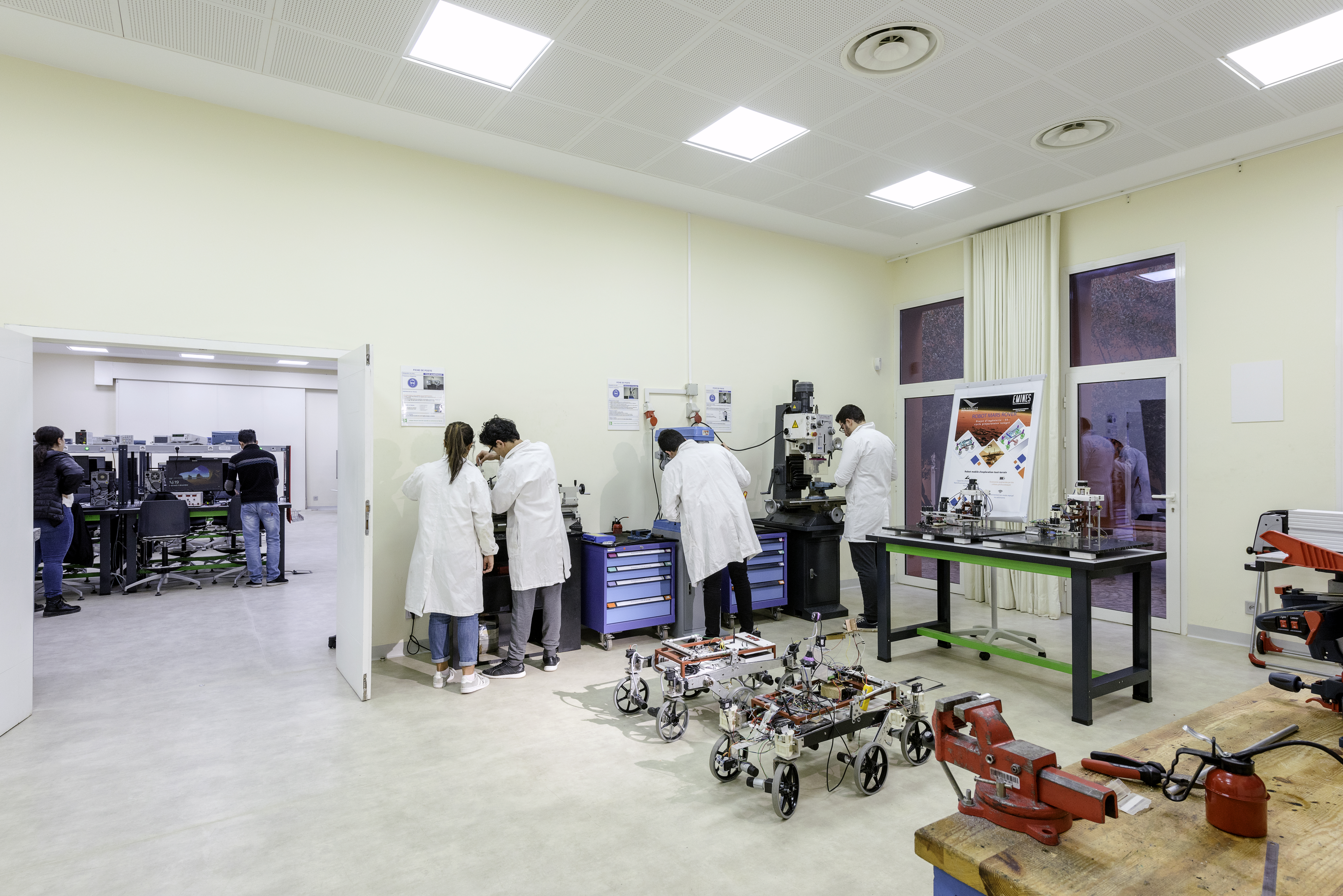
المختبر

## وصلات خارجية
- الموقع الرسمي